# Slavko
Slavko — білоруський музикант, бітмейкер, був учасником проекту Червоним на Білому. Рідний брат лідера проекту Червоним на Білому.

## Творчість
Свою музичну діяльність розпочав у 2000 році. Серйозно взявся за роботу в 2004 році, з початком проекту Червоним на Білому. Написав музику для двох перших альбомів ЧпБ. Згодом розпочав співпряцю з польським репером UMR, з яким разом досі мають гурт Pierwsze Piętro. Одночасно Slavko пише інструментальну музику, яка за своїм стилем походить від Хіп-Хопу, це, можна сказати, артистичний експеримент.

## Дискографія
- Чырвоным па Белым — «Актуальная Тэматыка»;
- Чырвоным па Белым — «Вулічныя Байцы (нелегал)»;
- Pierwsze Piętro — «Hipoteza»;
- Чырвоным па Белым — "Найлепшае 2004—2005;
- Slavko — «BLAM»;
- Slavko — «Supernova».